# Agios Georgios (Bezirk Limassol)
Agios Georgios (griechisch Άγιος Γεώργιος) ist eine Gemeinde im Bezirk Limassol in Zypern. Bei der Volkszählung im Jahr 2021 hatte sie 128 Einwohner.

## Name
Die Tradition besagt, dass Agios Georgios während der türkischen Besatzung das einzige Dorf in der Gegend war, das nicht von den Türken erobert wurde. Eines Tages näherten sie sich dem Dorf vom gegenüberliegenden Dorf Monagri, aber anstatt die reiche Vegetation des Dorfes zu sehen, sahen sie eine dichte Dornenvegetation, die sie daran hinderte, nach Agios Georgios vorzudringen und so zogen sie sich zurück. Zu Ehren von Agios Georgios, der der Schutzpatron des Dorfes war und ist, wurde es Agios Georgios Agkathiotis genannt. Das Dorf ist aufgrund seiner Nähe zum Dorf Sylikou auch als Agios Georgios Sylikou bekannt.

## Lage und Umgebung

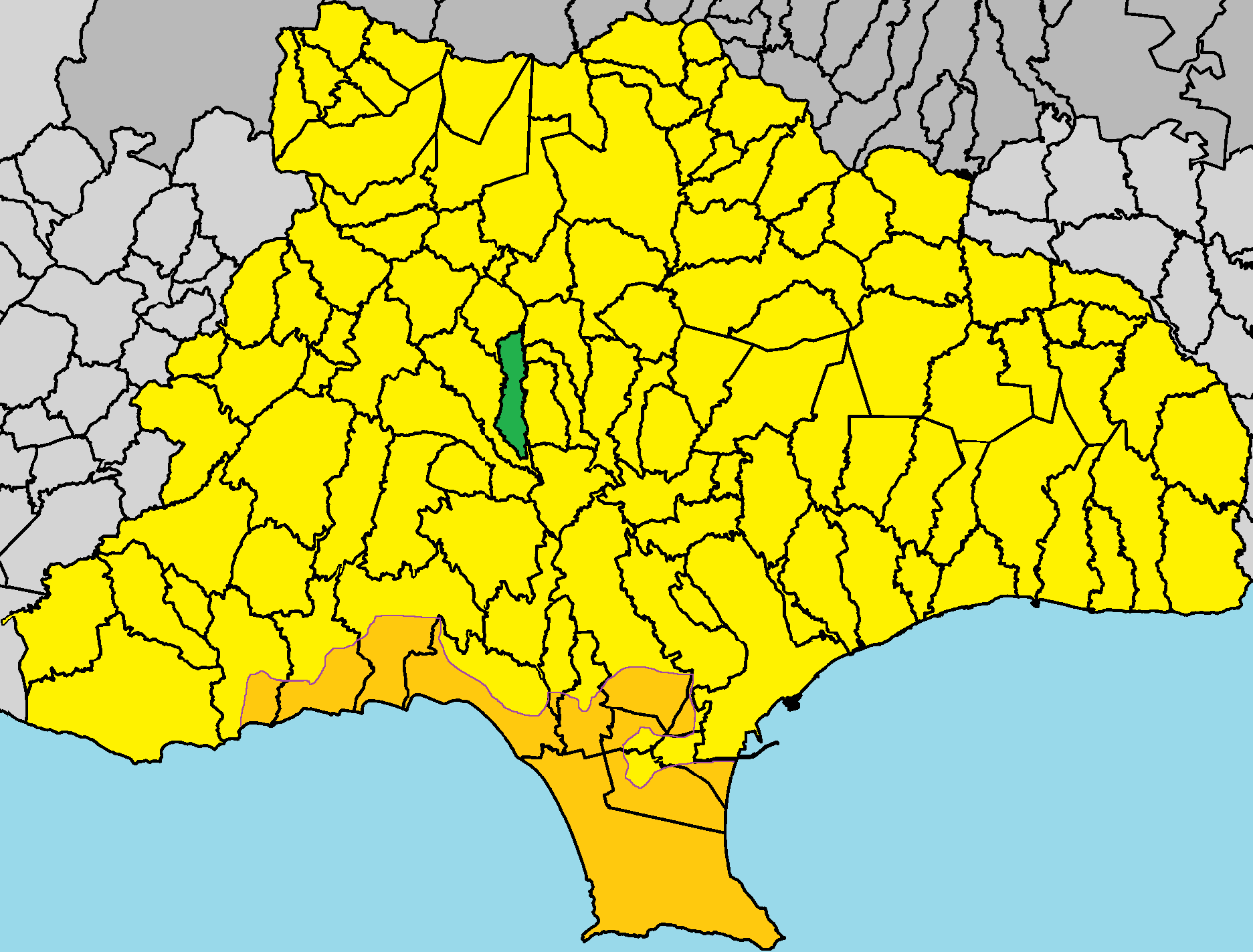
Lage im Bezirk Limassol

Agios Georgios liegt in der südlichen Mitte der Insel Zypern auf 474 Metern Höhe, etwa 55 km südwestlich der Hauptstadt Nikosia, 16 km nordwestlich von Limassol und 42 km nordöstlich von Paphos.
Der Ort befindet sich etwa 16 km vom Mittelmeer entfernt im Inselinneren südlich des Troodos-Gebirges. Östlich fließt der Fluss Kouris an dem Ort vorbei und führt in das südlich gelegene Kouris Reservoir. Entlang des Flusslaufes stehen Platanen, Röhrichten und Erlen. Um das Dorf herum gibt es Berge mit Pinienwäldern und wilder natürlicher Vegetation. In der Gegend werden schwarze Trauben und Sultaninen angebaut. Auch Getreide, Johannisbrot, Mandeln, Oliven und Obstbäume (wie Apfel und Pflaumen) werden angebaut.
Ebenfalls östlich verläuft die Hauptstraße B8 von Limassol kommend nach Norden in das Gebirge. Orte in der Umgebung sind Silikou im Norden, Laneia im Nordosten, Doros und Monagri im Osten, Alassa im Südosten sowie Lofou im Westen.

## Geschichte
Das Dorf wurde in den frühen 1800er Jahren von einem Bewohner des Dorfes Agios Georgios Paphos gegründet, der ein Hirte war. Weil damals in der Umgebung seines Dorfes Dürre herrschte, nahm er seine Familie und Tiere und suchte sich eine neue Bleibe. Er erreichte den Fluss Dkionisos (Gebiet zwischen Agios Georgios und Sylikos), der viel Wasser und viele unbebaute Ländereien hatte, und ließ sich dort nieder. Zusammen mit einer Verwandten nannte er das Gebiet Agios Georgios, ebenso wie sein Dorf in Paphos. Ihre Nachkommen bauten die Kirche von Agios Georgios die bis heute existiert und in der Reliquien von Agios Georgios aufbewahrt werden.

### Bevölkerungsentwicklung
| Jahr      | 1881 | 1891 | 1901 | 1911 | 1921 | 1931 | 1946 | 1960 | 1976 | 1982 | 1992 | 2001 | 2011 | 2021 |
| Einwohner | 163  | 206  | 224  | 237  | 227  | 268  | 327  | 185  | 144  | 108  | 90   | 69   | 111  | 128  |